# Kayhausen
Kayhausen ist ein Ortsteil der niedersächsischen Gemeinde Bad Zwischenahn im Landkreis Ammerland. Die Bauerschaft liegt entlang der Straße von Bad Zwischenahn nach Oldenburg und wird westlich vom Hauptort der Gemeinde und östlich von Kayhauserfeld begrenzt. Im Norden grenzt Kayhausen an Aschhausen und im Südwesten an Ekern und Specken. Es gibt keine Grenze zu den Nachbargemeinden von Bad Zwischenahn.

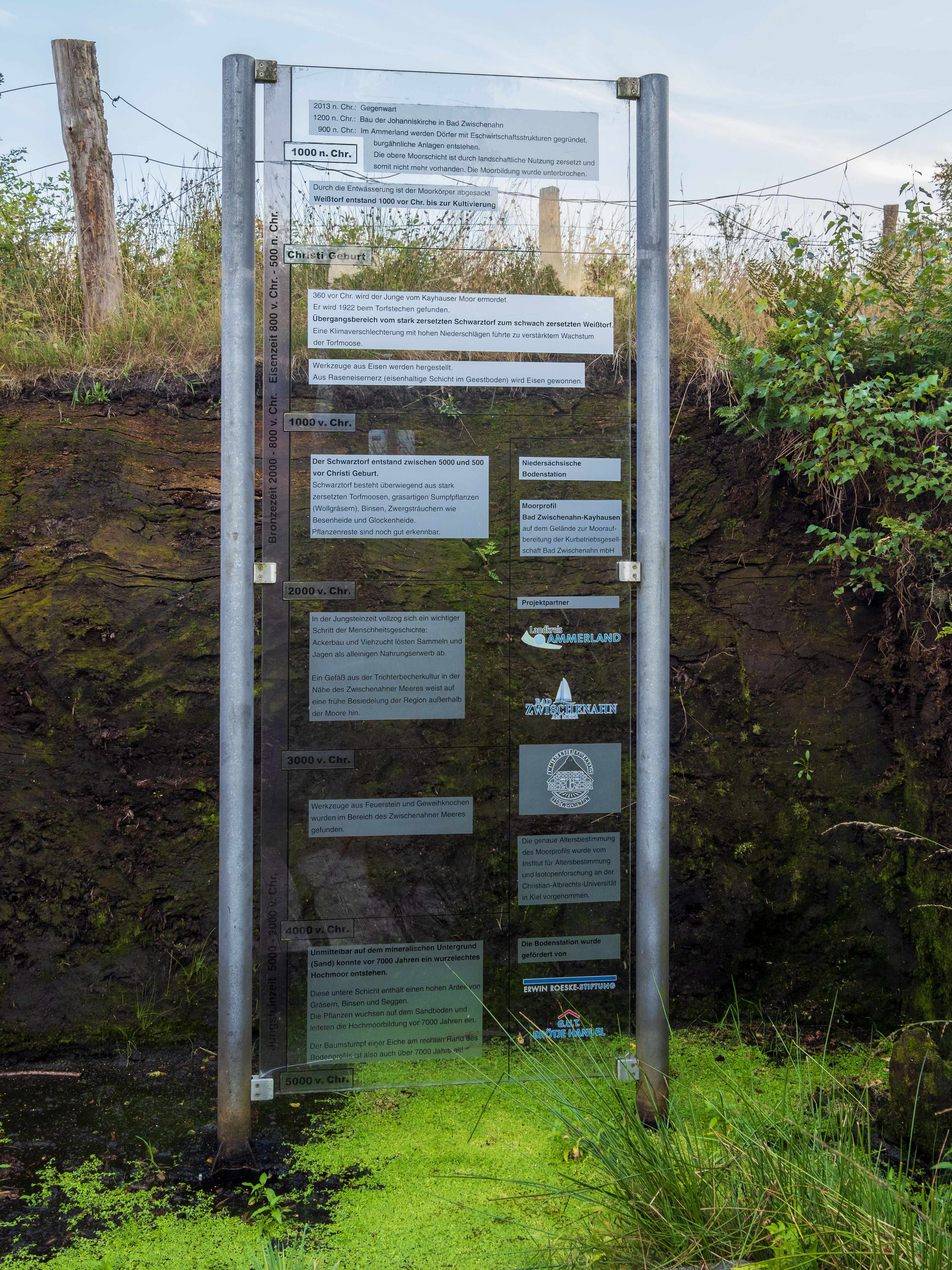
Niedersächsische Bodenstation: Moorprofil im Kayhauser Moor

Südlich der Bahnstrecke Oldenburg–Leer, die Kayhausen der Länge nach durchquert, befindet sich das Kayhauser Moor, in dem der Torf für die Moorbäder des Reha-Zentrums am Meer (ehemals Kurklinik Bad Zwischenahn) gewonnen wird. 1922 fand ein Torfstecher hier eine heute als Junge von Kayhausen bezeichnete Moorleiche.

## Geschichte
Kayhausen gehörte bis 1860 zur Bauerschaft Zwischenahn. Die Ritter von Kayhausen unterstützten anfangs die Stedinger Bauern, kämpften später aber auf Seiten von Erzbischof Gerhard II. von Bremen und den Grafen von Oldenburg im Stedingerkrieg. Nach dessen Ende wurden sie für ihre Unterstützung mit Lehen in den unterworfenen Gebieten belohnt. Aus den Erträgen errichteten sie eine Gräftenburg direkt am Zwischenahner Meer in der Nähe der heutigen Jugendherberge, die vermutlich nach 1385 verfiel und von der nur noch wenige Reste der Befestigungsanlagen zu erkennen sind. Der zur Burg gehörende Meierhof blieb bestehen und beherbergt heute ein Restaurant.
In den folgenden Jahrhunderten blieb Kayhausen wie fast das gesamte Ammerland landwirtschaftlich geprägt und bestand hauptsächlich aus Hofstellen. Erst 1891 wurde aufgrund der gewachsenen Bevölkerung eine eigene Schule im Dorf errichtet, die 1970 geschlossen wurde. Schüler aus Kayhausen besuchen heute die Schulen in Elmendorf oder Aschhausen.
Im Laufe der Jahre dehnte sich dann die wachsende Bevölkerung Zwischenahns nach Osten aus, so dass die Baugrenze zwischen Kayhausen und Bad Zwischenahn inzwischen nahezu verschwunden ist und Teile von Kayhausen heute zum geschlossenen Ortsgebiet von Bad Zwischenahn gehören. Im Osten an der Grenze zu Kayhauserfeld wurden in den letzten Jahren mehrere Neubaugebiete durch die Gemeinde Bad Zwischenahn erschlossen, wodurch ein weiterer Bevölkerungsanstieg zu verzeichnen ist.

## Verkehr
Kayhausen ist durch den Verkehrsverbund Bremen/Niedersachsen sowie mehrere Schulbuslinien an den ÖPNV angebunden. Eine direkte Anbindung an das Fernstraßennetz besteht nicht.

## Persönlichkeiten
- Ernst Cordes (1921–2009), deutscher Politiker und Mitglied des Niedersächsischen Landtages, wurde hier geboren